# Wybory parlamentarne na Malcie w 2013 roku

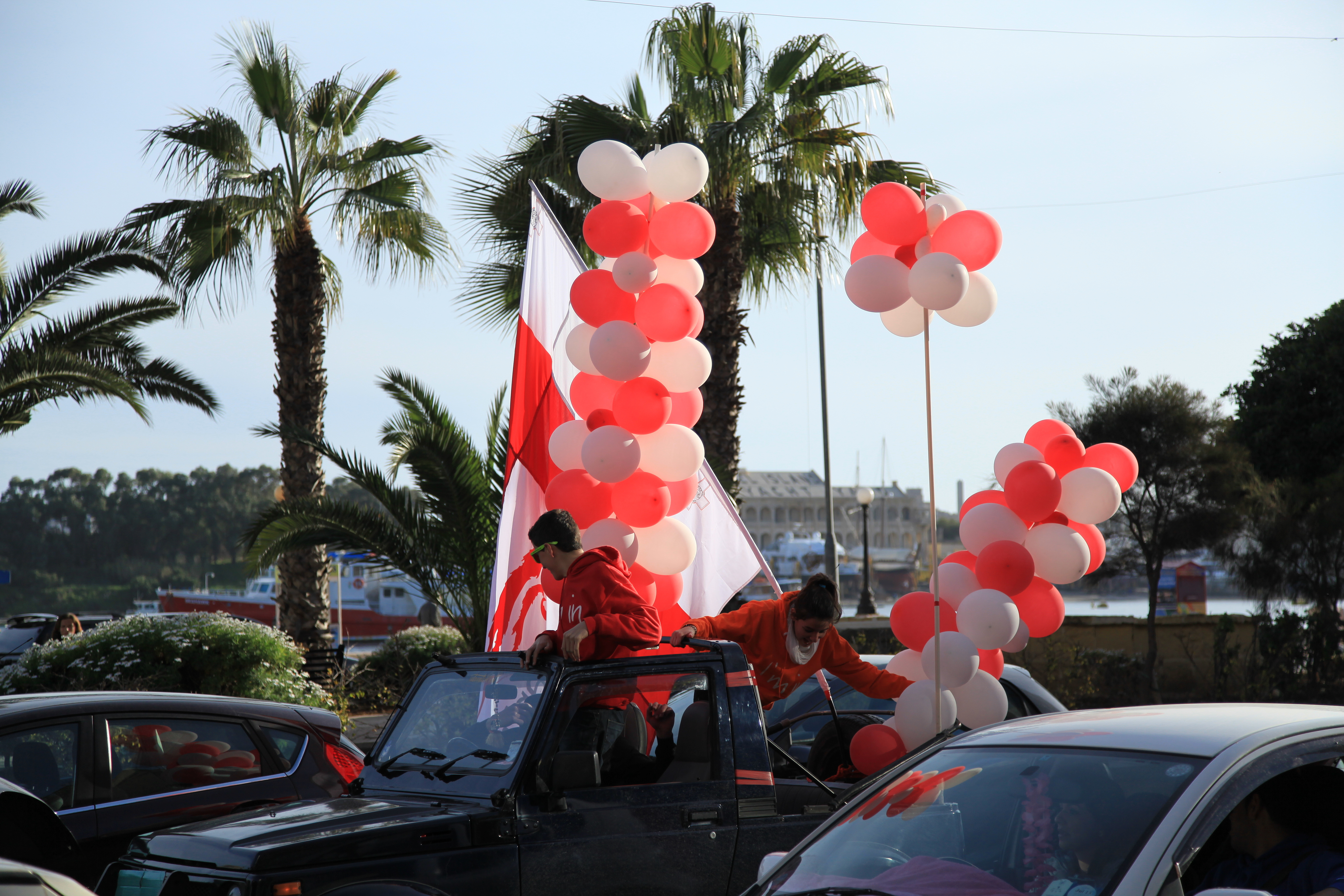
Świętowanie zwolenników Partii Pracy, która wygrała wybory

Wybory parlamentarne na Malcie w 2013 roku odbyły się 9 marca. W ich wyniku wyłoniono 69 posłów do Izby Reprezentantów. Zwyciężyła w nich reprezentująca nurt centrolewicowy Partia Pracy Josepha Muscata, która pokonała rządzącą centroprawicową Partię Narodową Lawrence'a Gonziego.

## Wyniki
| Partia                      | Głosy   | %     | Mandaty | Zmiana |
| --------------------------- | ------- | ----- | ------- | ------ |
| Partia Pracy                | 167 533 | 54,83 | 39      | +5     |
| Partia Narodowa             | 132 426 | 43,34 | 30      | –5     |
| Alternatywa Demokratyczna   | 5506    | 1,80  | 0       | –      |
| Pozostali                   | 101     | 0,03  | 0       | –      |
| Głosy nieważne i puste      | 4044    | –     | –       | –      |
| Razem                       | 309 600 | 100   | 69      | -      |
| Źródło: Government of Malta |         |       |         |        |